# Hodonínka
Hodonínka je říčka v Kraji Vysočina v České republice. Celý tok řeky má od pramene k ústí do Svratky ve Štěpánově nad Svratkou délku asi 24 km. Horní tok Hodonínky tvoří část historické zemské hranice Čech a Moravy.

## Průběh toku
Pramení v okrese Žďár nad Sázavou v blízkosti obce Nyklovice. Na horním toku se používá místní název Nyklovický potok. Teče přibližně na jihovýchod a v Olešnici se do něj zleva vlévá Veselský potok. Na něm je několik rybníků, nejstarší Obecní rybník byl založen v 16. století. V povodí Veselského potoka byla po povodni roku 2002 vybudována soustava pěti retenčních nádrží.

### Větší přítoky
- Crhovský potok, zleva, ř. km 12,5[1]
- Dvorský potok, zleva, ř. km 10,7[2]
- Loucký potok, zleva, ř. km 10,0[2]
- Rozsečský potok, zleva, ř. km 7,5[3]

## Využití

### Ochrana přírody
Horní tok řeky (Nyklovický potok) byl roku 1990 vyhlášen přírodní památkou. Jde o mokřinovou údolní nivu se zbytkem lužního lesa a s výskytem bledule jarní.

### Rybářství
V délce 7 km je část toku od ústí po Olešnici (včetně všech přítoků mimo Olešnický potok) vyhlášena za chovný revír se zákazem lovu ryb.

### Regulace toku
Ve Štěpánově nad Svratkou bylo po povodni roku 2002 říční koryto v obci regulováno.

## Fotogalerie

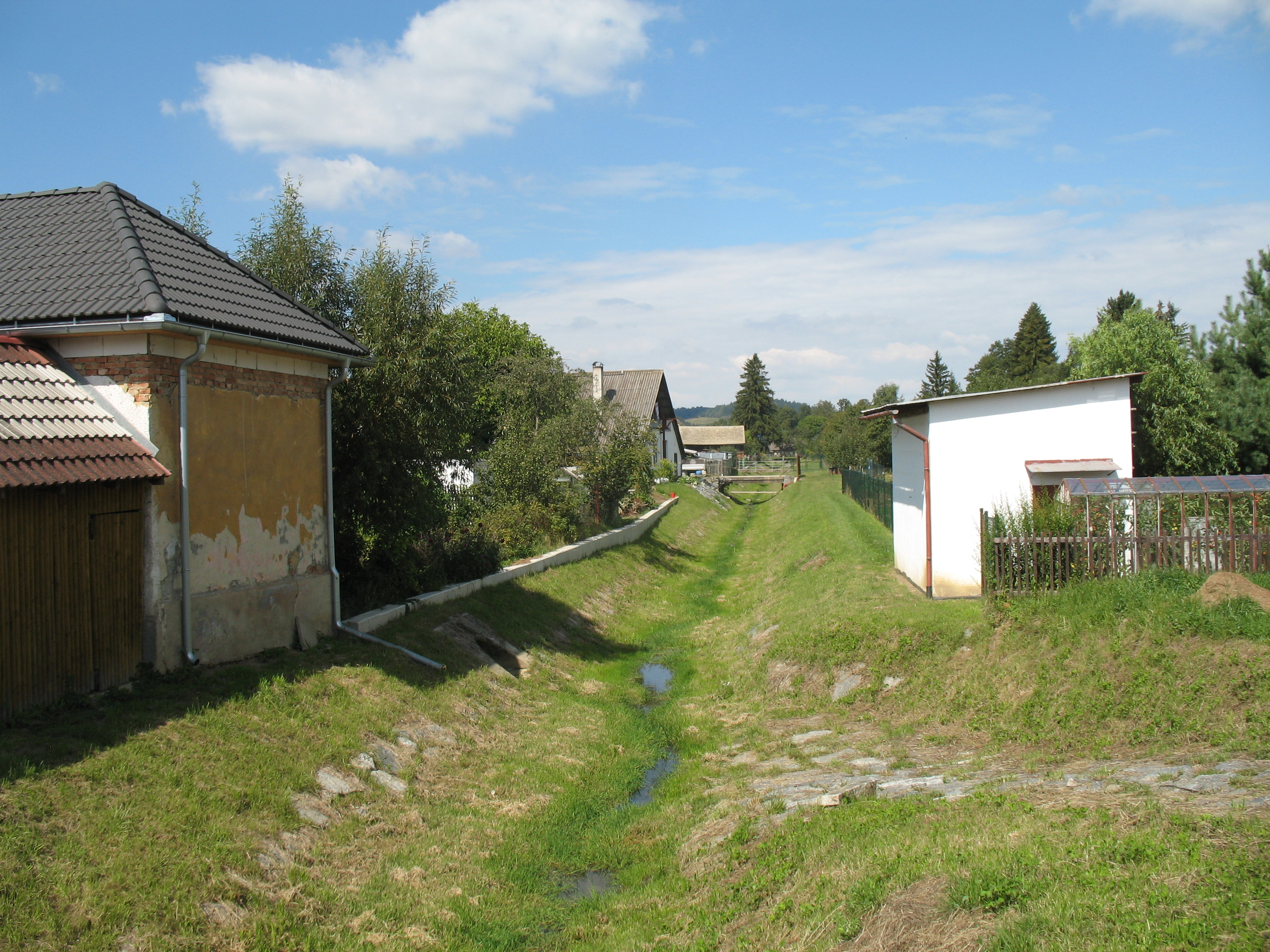
Hodonínka v Olešnici
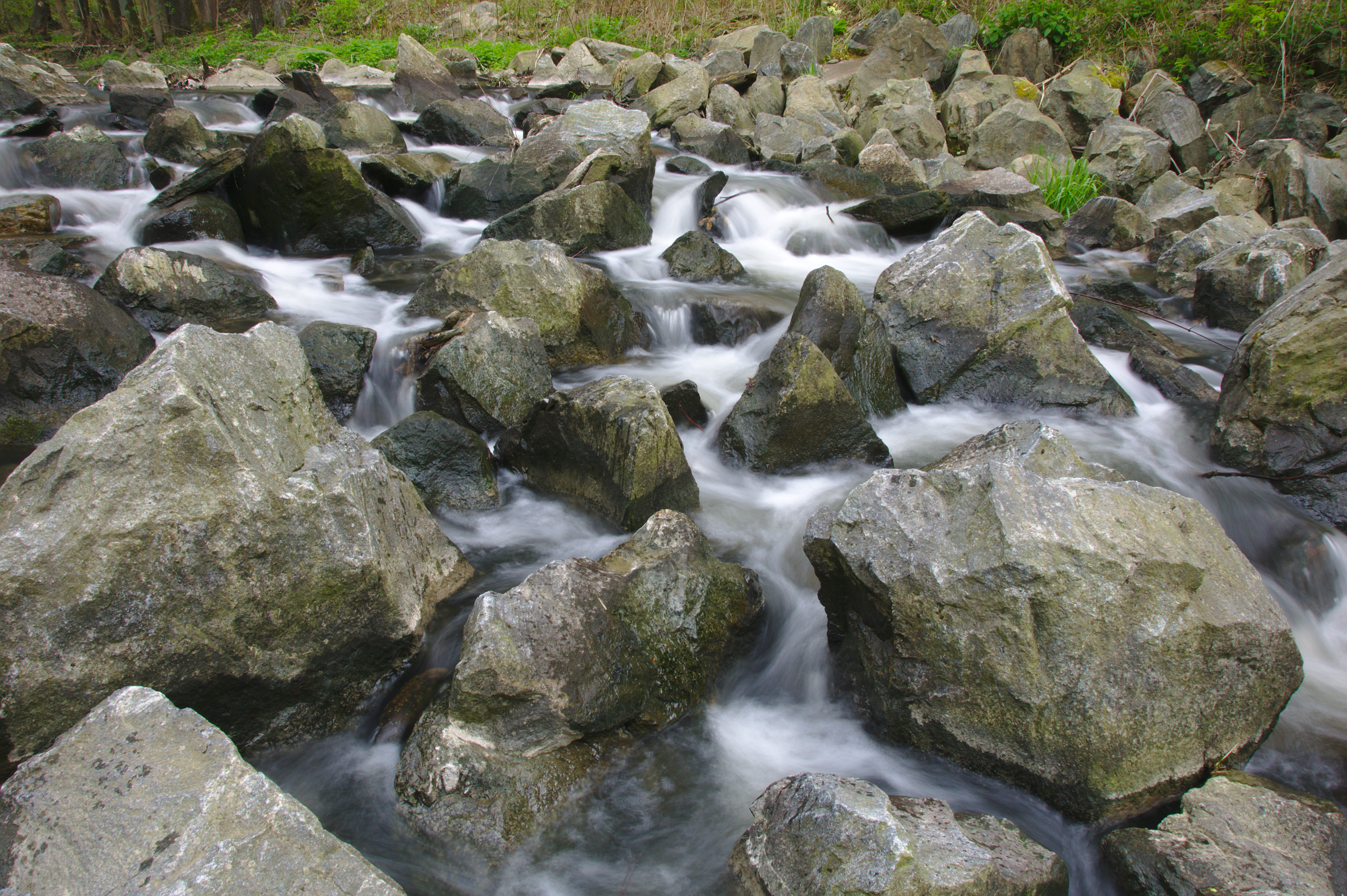
Říčka v přírodní rezervaci Čepičkův vrch a údolí Hodonínky
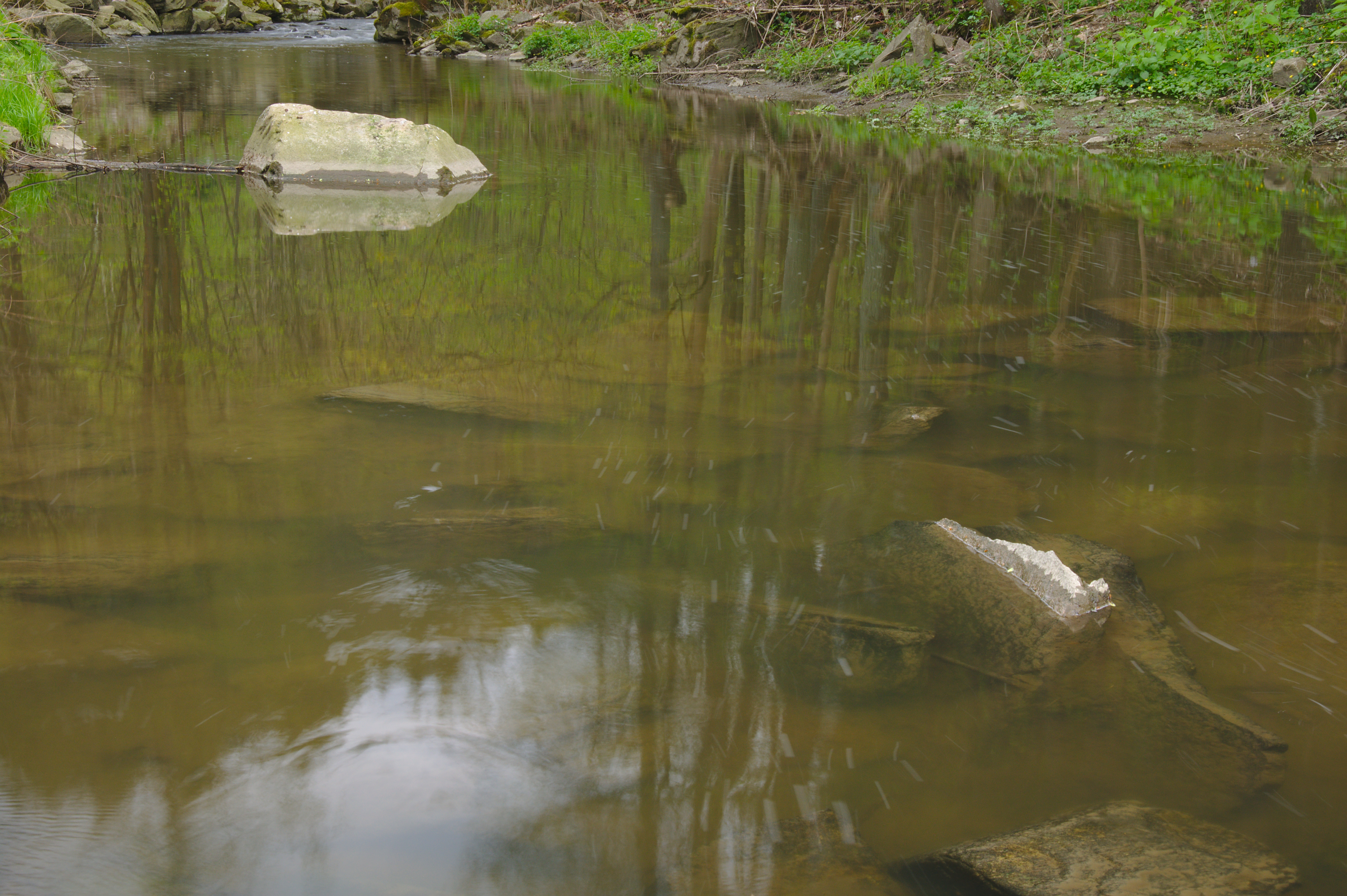
Tišina říčky v přírodní rezervaci Čepičkův vrch a údolí Hodonínky
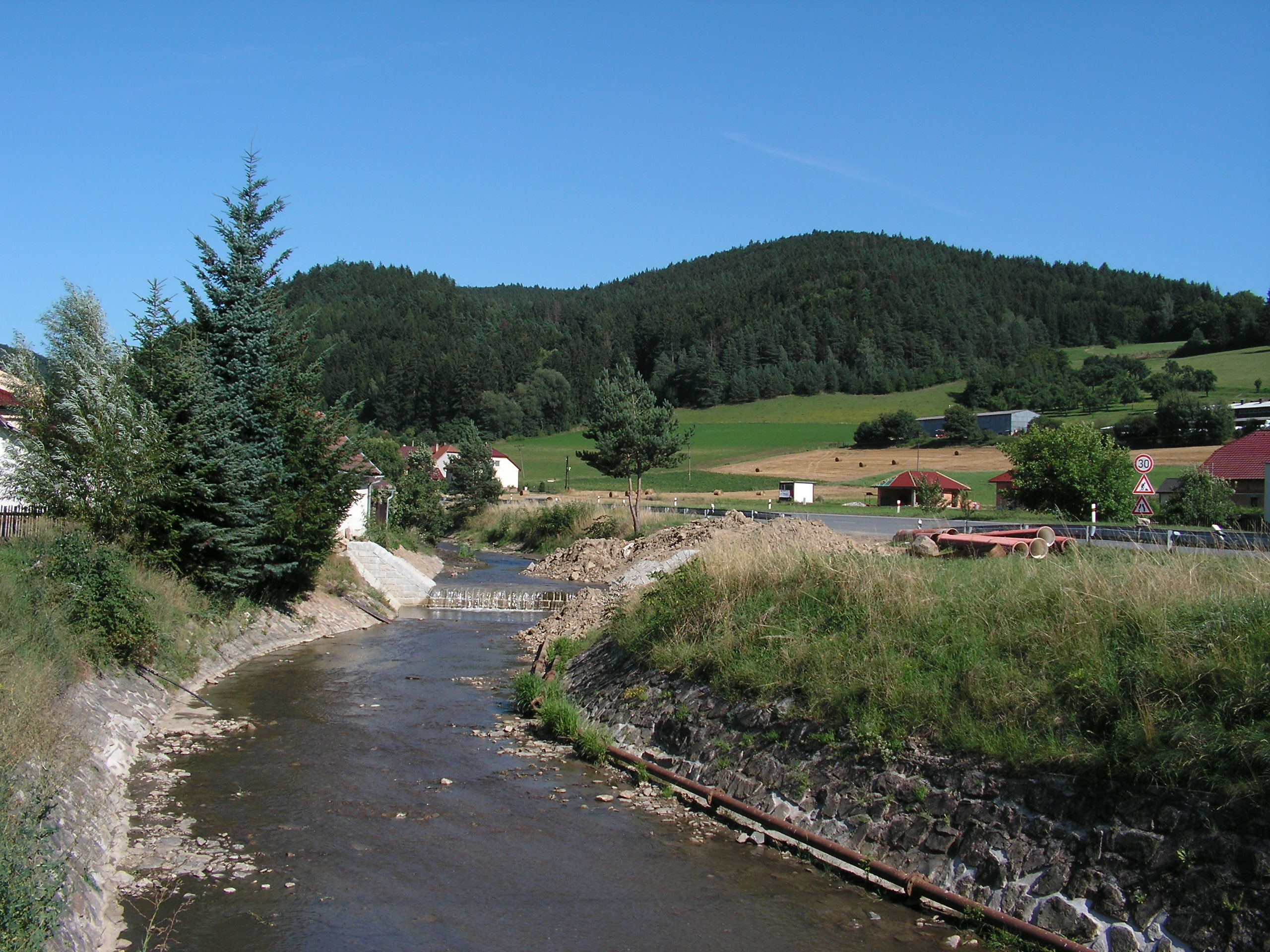
Hodonínka ve Štěpánově nad Svratkou
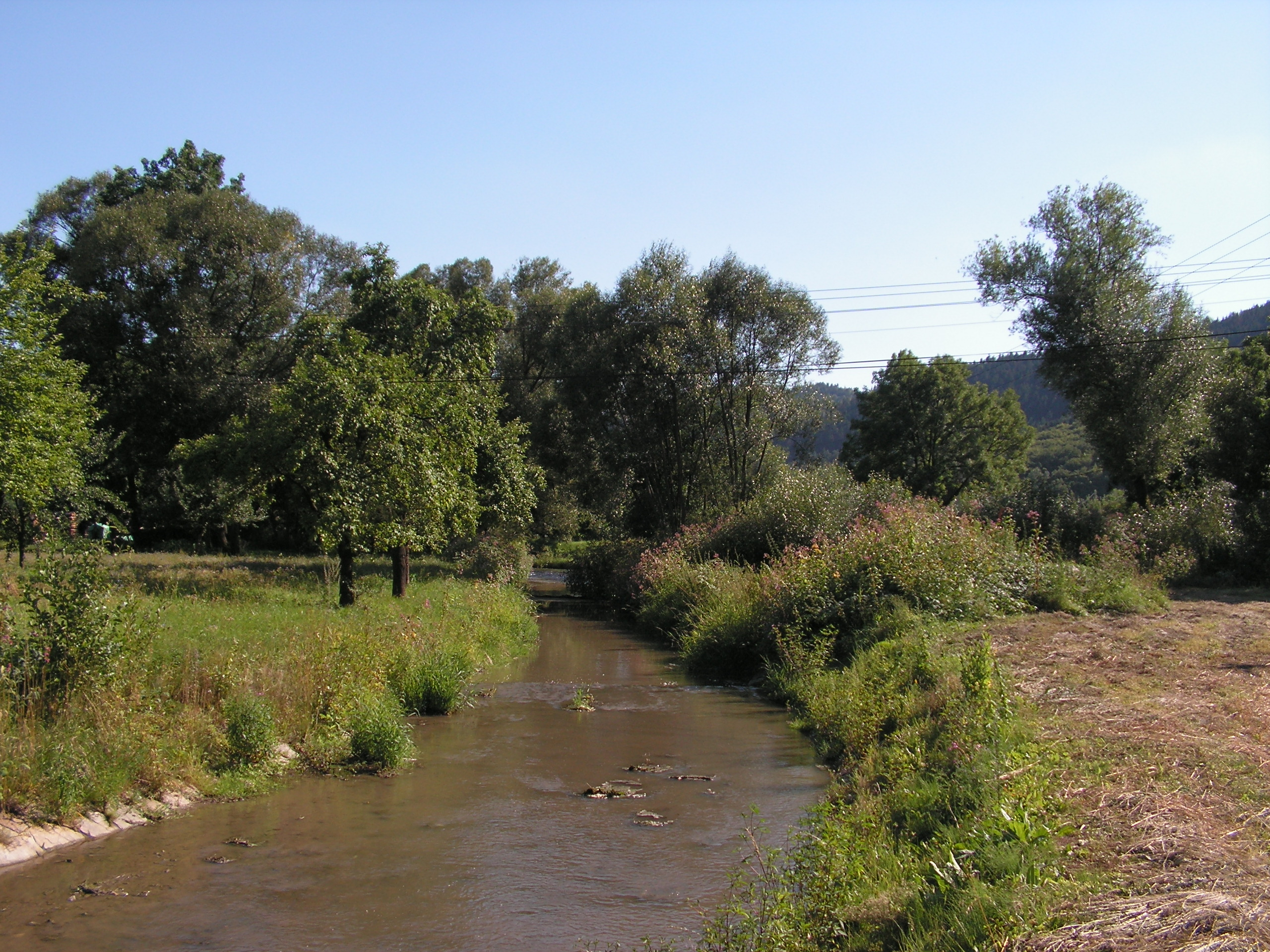
Ústí Hodonínky do Svratky